# Сапогынь
Сапогынь — древнерусский город в Погорынье (районе реки Горынь). Упоминается в 1151 года в Киевской летописи в связи со сражением у Сапогыня.

## История
Упоминается в Киевской летописи под 1151 годом. Сапогынь находился на пути, соединяющем Киев с Дорогобужем (ныне село в Ровненской области Украины). В летописи упоминается, как князь Владимир Андреевич выслал много пития Мстиславу Изяславовичу, котораё вёл венгерское войско на помощь отцу в Киев, и предупредил князя о приближении вражеского войска во главе с Владимиром Володаревичем галицким. Но венгры не обратили внимания на предупреждения Владимира Андреевича, и галицкие воины перебили их пьяных у Сапогиня.

## Городище
Древнерусский город Сапогынь отождествляется с селом Сапожин Ровненской области.
Археологический памятник известен с конца XIX века, его исследовали советский археолог Павел Раппопорт в 1960 году, затем украинский археолог Богдан Прищепа в 1986 и 2004 годах.
Городище занимает мысоподобный выступ возвышенности, ограниченный с севера и запада долинами двух ручьёв неподалёку от места их соединения. В плане оно овальное, его площадь составляет, по данным Энциклопедии истории Украины 0,65 гектар (по данным Прищепы, 0,75 гектар), размеры городища 100 × 90 м. По археологическим данным оно датируется серединой XI—XIII веками. По периметру город был защищён валом, который лучше всего просматривается с западной и южной сторон, и в настоящее время имеет высоту 1 м. Возле северного и восточного краёв поверхности городища содержатся приусадебные участки, которые нивелировали эту его часть. Территория древнего укрепления используется под огороды. Поселение находилось к югу от городища, на западном склоне правого берега ручья.
В поднятом материале были собраны обломки гончарных горшков конца XI — середины XIII веков.